# Налич, Ади
Ади Налич (босн. Adi Nalić; род. 1 декабря 1997, Иветофта, Сконе) — боснийский и шведский футболист, нападающий, игрок сборной Боснии и Герцеговины.

## Клубная карьера
Начинал заниматься футболом в клубе «Сёльвесборг». В 15-летнем возрасте несколько недель тренировался в итальянских «Фиорентине» и «Милане» и немецком «Штутгарте». «Милан» хотел заключить с Наличем контракт, но швед оказался не готов к переезду в другую страну. Выступал за юношеские команды «Мьельбю». В 2016 году был переведён в главную команду клуба, выступающую в первом шведском дивизионе. Первую игру за клуб провёл 11 сентября в домашнем матче против «Твоокера».
5 декабря 2016 года подписал контракт с другим клубом из первого дивизиона — «Ландскруной». Срок соглашения был рассчитан до конца 2017 года. Дебютировал за новый клуб 19 февраля в матче группового этапа кубка Швеции с «Ефле», выйдя на 74-й минуте встречи вместо ивуарийского полузащитника Тьерри Зауи. В стартовавшем в апреле первенстве Налич принял участие в 23 играх, в которых трижды поразил ворота соперника. По итогам сезона «Ландскруна» заняла первую строчку в турнирной таблице и завоевала право на выход в следующий дивизион. 1 апреля 2018 года Ади впервые принял участие в матче Суперэттана. Он вышел в стартовом составе на игру с «Фалькенбергом» и в конце второго тайма был заменён. Клуб не надолго задержался в лиге, занял по итогам сезона последнее место и вернулся в первый дивизион. Налич в связи с истечением контракта покинул команду.
16 ноября 2018 года перешёл в «Мальмё», представляющий Аллсвенскан, подписав контракт на четыре года. Впервые в официальной игре появился в футболке нового клуба 25 февраля 2019 года в кубковом матче с «Эстером», выйдя в конце встречи вместо Карлоса Страндберга.
Сезон 2019 года провёл на правах аренды в «Эскильстуне». В её составе дебютировал в чемпионате Швеции. 31 марта в матче первого тура нового чемпионата против «Гётеборга» Налич вышел в стартовом составе и в компенсированное ко второму тайму время установил окончательный счёт встречи 3:1 в пользу своей команды. В общей сложности он принял участие в 20 играх и забил 5 мячей, но это не помогло клубу сохранить прописку в элитном дивизионе.
В следующем сезоне Налич регулярно выступал за основную команду «Мальмё», с которой по итогам сезона выиграл чемпионат страны. В начале 2021 года клуб подписал несколько нападающих и босниец был близок к тому, чтобы покинуть команду. К нему проявляли интерес ряд шведских клубом — «Сириус», «Эребру», «Хеккен» и «Хаммарбю», но главный тренер Йон-Даль Томассон проявил к нему доверие и заинтересованность.

## Карьера в сборной
В конце мая 2021 года был вызван главным тренером Ивайло Петревым в состав национальной сборной Боснии и Герцеговины на товарищеские матчи с Черногорией и Данией. 2 июня дебютировал за сборную, выйдя на матч с Черногорией в стартовом составе. На 84-й минуте был заменён на Луку Менало.

## Достижения
«Ландскруна»
- Победитель Дивизиона 1: 2017

«Мальмё»
- Чемпион Швеции: 2020
- Финалист кубка Швеции: 2019/20

## Личная жизнь
Родился в шведском городе Сёльвесборге. Дед Ади — Месуд Налич, бывший футболист, выступал за «Слободу» из Тузлы. Отец — Златан Налич также в прошлом футболист, выступал за югославские, греческие и шведские клубы.

## Клубная статистика
| Выступление      | Выступление      | Выступление      | Лига | Лига | Кубки | Кубки | Конт. кубки | Конт. кубки | Итого | Итого |
| Клуб             | Лига             | Сезон            | Игры | Голы | Игры  | Голы  | Игры        | Голы        | Игры  | Голы  |
| ---------------- | ---------------- | ---------------- | ---- | ---- | ----- | ----- | ----------- | ----------- | ----- | ----- |
| Мьельбю          | Дивизион 1       | 2016             | 5    | 0    | 0     | 0     | 0           | 0           | 5     | 0     |
| Мьельбю          | Итого            | Итого            | 5    | 0    | 0     | 0     | 0           | 0           | 5     | 0     |
| Ландскруна       | Дивизион 1       | 2017             | 23   | 3    | 5     | 3     | 0           | 0           | 28    | 6     |
| Ландскруна       | Суперэттан       | 2018             | 27   | 5    | 1     | 0     | 0           | 0           | 28    | 5     |
| Ландскруна       | Итого            | Итого            | 50   | 8    | 6     | 3     | 0           | 0           | 56    | 11    |
| Мальмё           | Аллсвенскан      | 2019             | 0    | 0    | 1     | 0     | 0           | 0           | 1     | 0     |
| Мальмё           | Аллсвенскан      | 2020             | 20   | 2    | 2     | 1     | 5           | 1           | 27    | 4     |
| Мальмё           | Аллсвенскан      | 2021             | 11   | 2    | 2     | 0     | 1           | 0           | 14    | 2     |
| Мальмё           | Итого            | Итого            | 31   | 4    | 5     | 1     | 6           | 1           | 42    | 6     |
| → Эскильстуна    | Аллсвенскан      | 2019             | 20   | 5    | 1     | 1     | 0           | 0           | 21    | 6     |
| → Эскильстуна    | Итого            | Итого            | 20   | 5    | 1     | 1     | 0           | 0           | 21    | 6     |
| Всего за карьеру | Всего за карьеру | Всего за карьеру | 106  | 17   | 12    | 5     | 6           | 1           | 124   | 23    |

## Статистика в сборной
| Матчи и голы Ади Налича за национальную сборную Боснии и Герцеговины | Матчи и голы Ади Налича за национальную сборную Боснии и Герцеговины | Матчи и голы Ади Налича за национальную сборную Боснии и Герцеговины | Матчи и голы Ади Налича за национальную сборную Боснии и Герцеговины | Матчи и голы Ади Налича за национальную сборную Боснии и Герцеговины | Матчи и голы Ади Налича за национальную сборную Боснии и Герцеговины |
| №                                                                    | Дата                                                                 | Оппонент                                                             | Счёт                                                                 | Голы                                                                 | Соревнование                                                         |
| -------------------------------------------------------------------- | -------------------------------------------------------------------- | -------------------------------------------------------------------- | -------------------------------------------------------------------- | -------------------------------------------------------------------- | -------------------------------------------------------------------- |
| 1                                                                    | 2 июня 2021                                                          | Черногория                                                           | 0:0                                                                  | 0                                                                    | Товарищеский матч                                                    |
| 2                                                                    | 6 июня 2021                                                          | Дания                                                                | 0:2                                                                  | 0                                                                    | Товарищеский матч                                                    |

Итого:2 матча и 0 голов; 0 побед, 1 ничья, 1 поражение.